# Worobjowka (rejon sołncewski)
Worobjowka (ros. Воробьёвка) – wieś (sieło) w Rosji, w obwodzie kurskim, w rejonie sołncewskim. W 2010 liczyła 89 mieszkańców.